# Las Varenas
Las Varenas (francès Varennes) és un municipi francès del departament de l'Alta Garona a la regió d'Occitània.